# Inmize
Inmize Sistemas S.L. es una empresa española que se formó el 6 de febrero de 2002 para integrar la experiencia y la tecnología de las principales empresas de defensa españolas en el sector de las armas guiadas. Inmize es propiedad conjunta de la compañía española de TI Indra Sistemas (40%), la compañía europea de sistemas de armas complejas MBDA (40%), la compañía española de construcción naval y sistema de combate naval, Navantia (10%), que está integrada dentro del estado español. el holding SEPI y la filial española de la compañía europea aeroespacial y de defensa EADS, EADS-CASA (10%). La compañía tiene su sede en las instalaciones de Indra en San Fernando de Henares, cerca de Madrid. Su primer contrato incluye la participación en el diseño y desarrollo del misil aire-aire Meteor Beyond Visual Range (BVRAAM). España tiene una participación del 10% en el programa Meteor.
- Datos: Q3798874